# Вроцишув-Дольни
Вроцишув-Дольни (пол. Wrociszów Dolny, нім. Nieder Rudelsdorf) — село в Польщі, у гміні Сулікув Зґожелецького повіту Нижньосілезького воєводства.
Населення — 173 особи (2011).
У 1975-1998 роках село належало до Єленьоґурського воєводства.

## Демографія
Демографічна структура станом на 31 березня 2011 року:
|          | Загалом | Допрацездатний вік | Працездатний вік | Постпрацездатний вік |
| -------- | ------- | ------------------ | ---------------- | -------------------- |
| Чоловіки | 103     | 29                 | 66               | 8                    |
| Жінки    | 70      | 10                 | 50               | 10                   |
| Разом    | 173     | 39                 | 116              | 18                   |

## Галерея

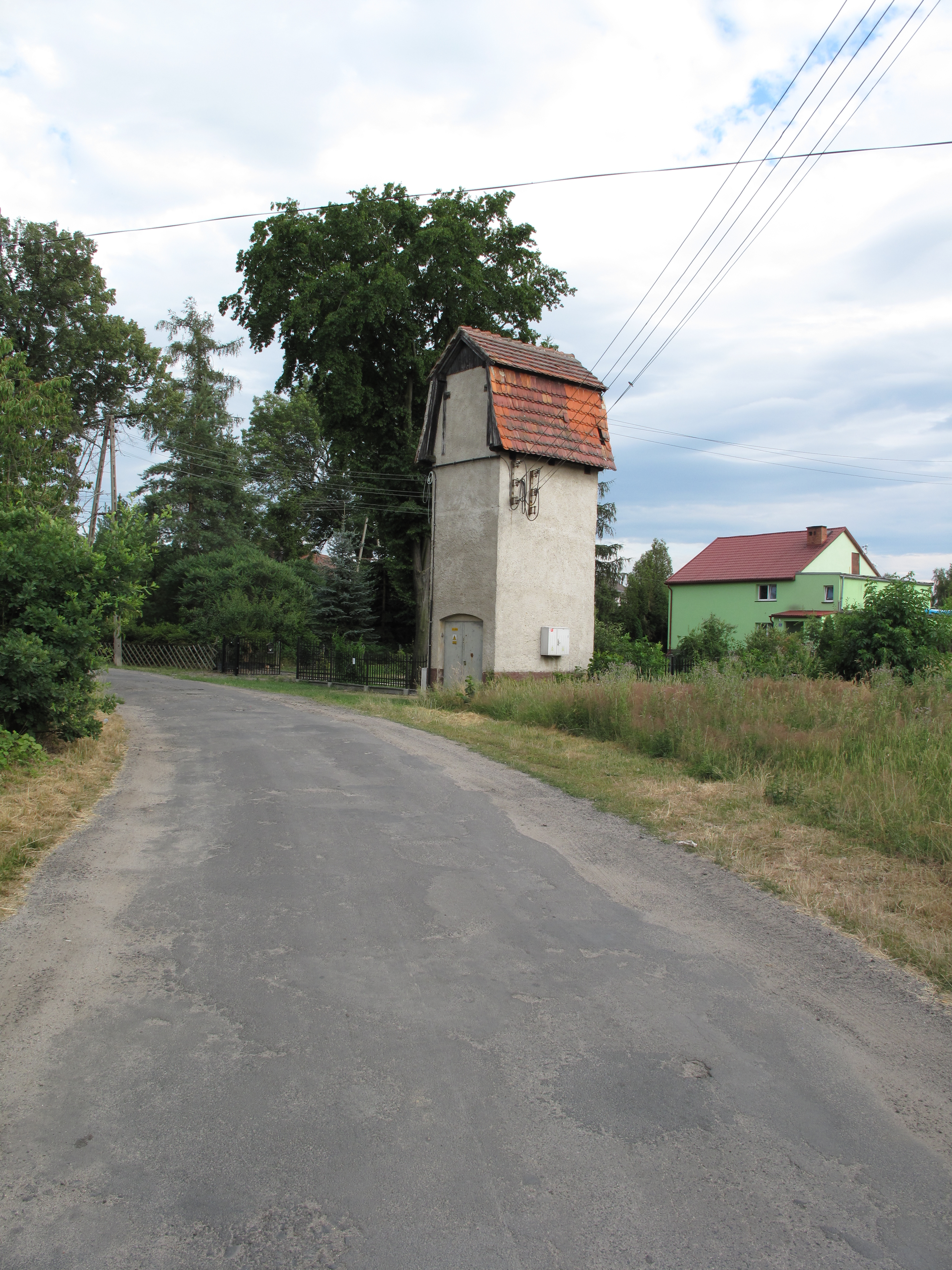
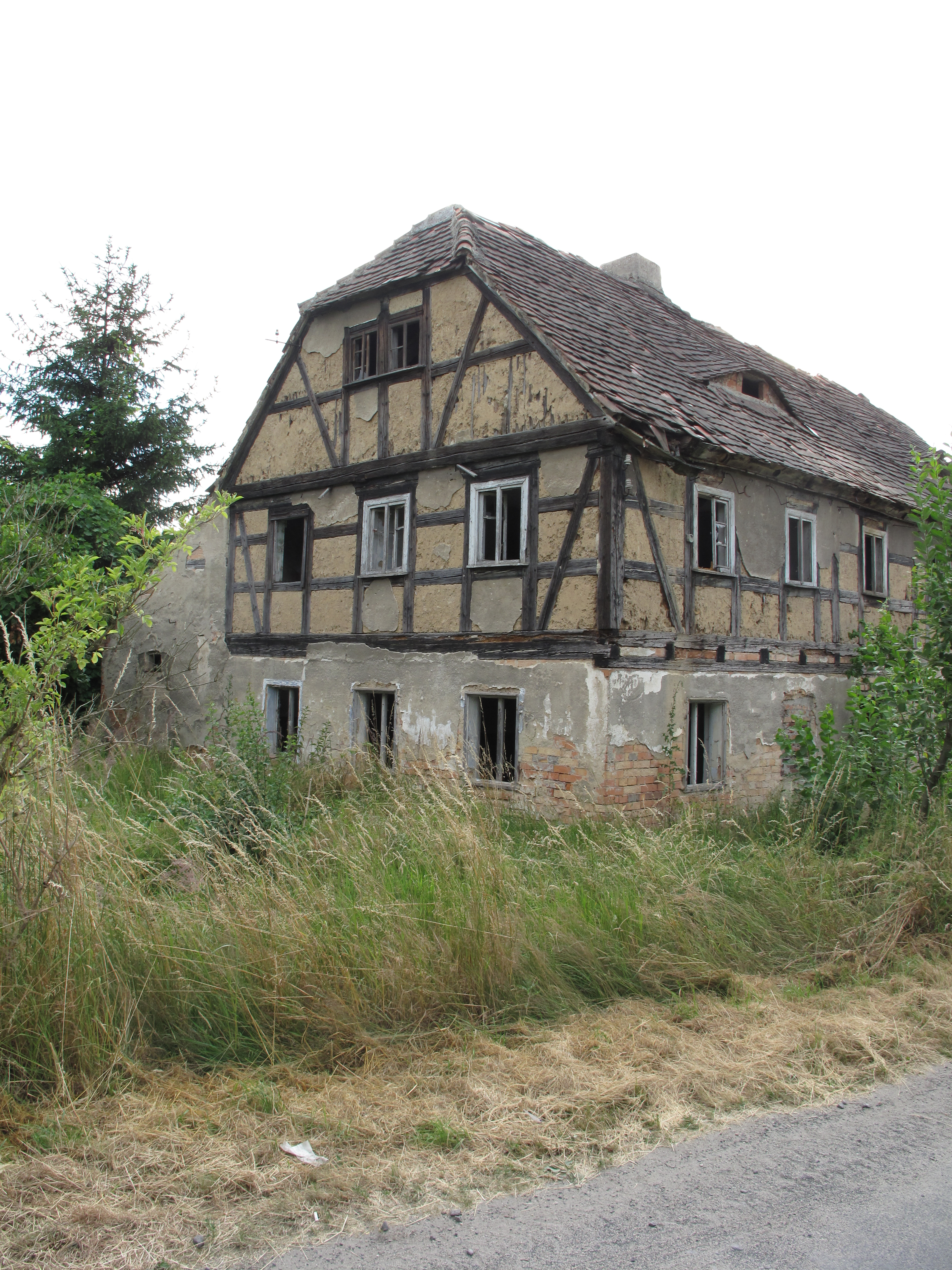
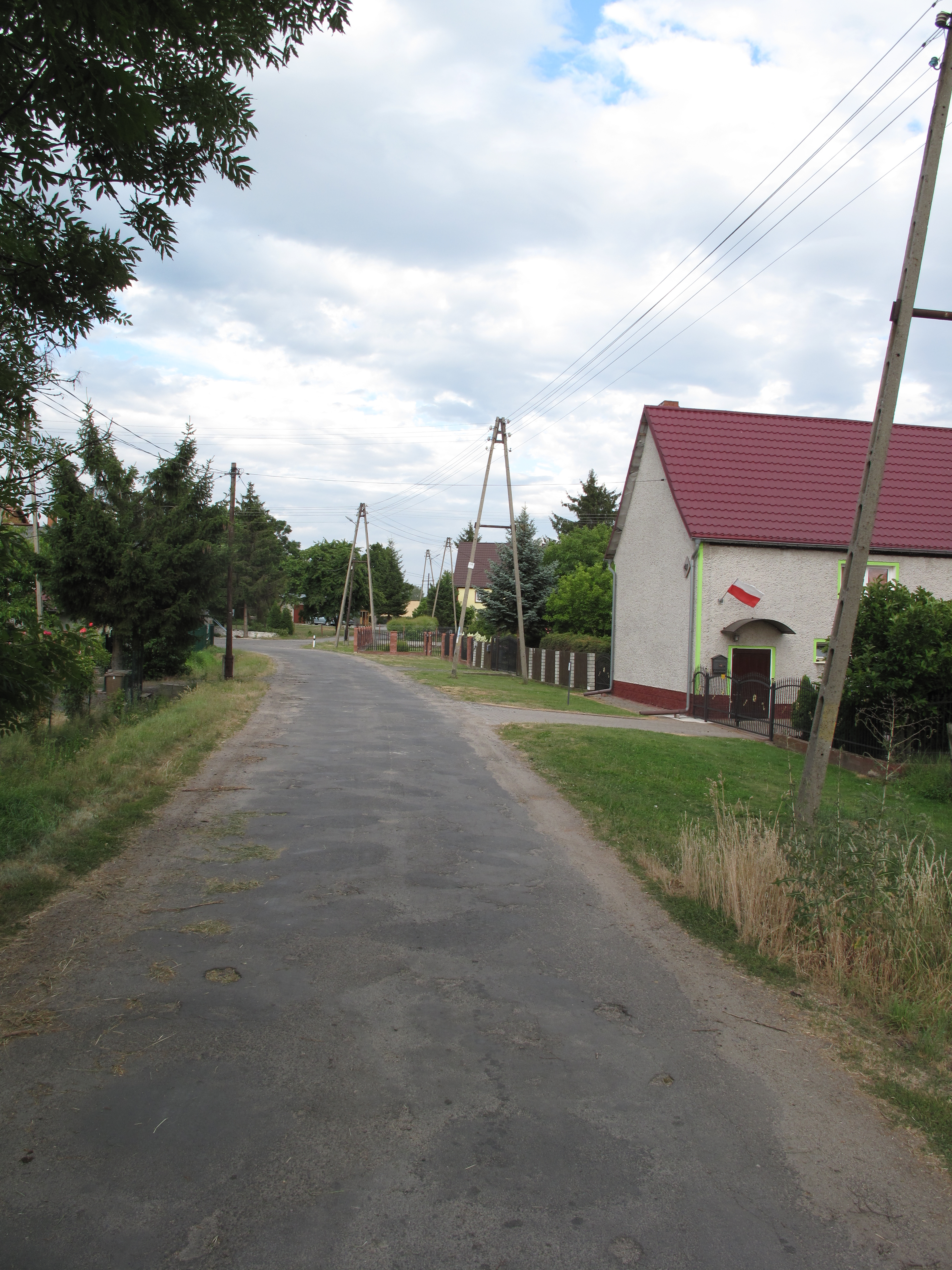